# Okan Şahingöz
Okan Şahingöz (* 13. September 1994 in Amsterdam) ist ein niederländisch-türkischer Fußballspieler.

## Karriere
Şahingöz durchlief die Nachwuchsabteilungen der Vereine DWS Amsterdam, R.K.S.V. Pancratius, AZ Alkmaar und Almere City FC. 2014 wechselte er schließlich in die Türkei und heuerte beim Zweitligisten Karşıyaka SK an. Hier spielte er erst ausschließlich für die Reservemannschaft des Vereins. Zur Rückrunde der Saison 2014/15 wurde er dann erst am Training der Profimannschaft beteiligt und gab schließlich am 2. Mai 2015 in der Ligabegegnung gegen Albimo Alanyaspor sein Profidebüt.
Für die Rückrunde der Saison 2015/16 wurde er an Tarsus İdman Yurdu ausgeliehen.

## Privates
Şahingöz entstammt einer Familie die aus der türkischen Provinz Yozgat in die Niederlande emigrierte.